# بازداشت‌های دسته‌جمعی در جنگ اسرائیل و حماس
از زمان آغاز جنگ اسرائیل و حماس در ۷ اکتبر، اسرائیل فلسطینیان را به‌طور دسته جمعی دستگیر و بازداشت موقت کرده و هزاران نفر در اسرائیل و سرزمین‌های فلسطینی اشغال شده دستگیر یا بازداشت شده‌اند. خبرگزاری‌ها و سازمان‌های حقوق بشر در داخل و خارج از اسرائیل گزارش دادند که هزاران کارگر غزه ای در اسرائیل در هفته‌های بعد از ۷ اکتبر بازداشت یا ناپدید شدند علاوه بر این، اسرائیل در کرانه باختری اشغالی دستگیری‌های دسته جمعی انجام داده است، مبارزان فلسطینی اسیر گرفته شده در داخل اسرائیل و شهروندان فلسطینی اسرائیلی را دستگیر کرده است. نگرانی‌هایی در مورد قانونی بودن، محرمانه بودن و شرایط بسیاری از بازداشت‌ها، از جمله بدرفتاری گسترده و ادعاهای شکنجه، مطرح شده است.
اسرائیل در ۳ نوامبر ۳۲۰۰ کارگر فلسطینی را به نوار غزه اخراج کرد. علاوه بر اسرای فلسطینی که قبل از شروع جنگ در بازداشت بودند، تعداد نامعلومی از افراد نیز در بازداشت به سر می‌برند. بر اساس گزارش سازمان ملل، از ۷ اکتبر تاکنون بیش از ۳۰۰۰ فلسطینی در کرانه باختری و قدس شرقی اشغال شده بازداشت شده‌اند.
عکس‌های دستگیری‌های دسته جمعی اسرائیل در غزه به‌طور گسترده در طول جنگ پخش شد و مردانی بدون هیچ وابستگی سازمانی مشخصی را نشان می‌داد که برهنه شده، دستشان بسته شده و چشم‌بند داشتند. سازمان‌های حقوق بشری، کارزارهای دستگیری دسته جمعی اسرائیل در غزه را «تصادفی و خودسرانه» توصیف کردند.

## دستگیری، ناپدید شدن و بازداشت دسته جمعی
به گفته گروه‌های حقوقی محلی، اسرائیل از ۷ اکتبر بیش از سه هزار فلسطینی را از کرانه باختری دستگیر کرده و به‌طور گسترده دستور بازداشت را برای آنها وضع کرده است. بر اساس گزارش کمیسیون فلسطین برای امور زندانیان و اسیران سابق، تعداد فلسطینیان در زندان‌های اسرائیل از ۵۲۰۰ زندانی قبل از ۷ اکتبر به بیش از ۱۰۰۰۰ زندانی و بازداشتی تا ۲۴ اکتبر دو برابر شده است تا ۲۳ نوامبر، کمیسیون این تعداد را ۸۳۰۰ نفر اعلام کرد. در حالی که ارتش اسرائیل در ۴ دسامبر اعلام کرد که ۲۱۵۰ فلسطینی از زمان شروع جنگ در کرانه باختری دستگیر شده‌اند، از ۶ دسامبر ۳۴۵۰ نفر در کرانه باختری دستگیر شده‌اند بر اساس گزارش هاموکد، یک سازمان غیردولتی اسرائیلی، ۲۸۷۳ فلسطینی تا ۶ دسامبر در بازداشت نگهداری شدند که بالاترین رقم در تاریخ است.
در ۱۰ دسامبر، واشینگتن پست اعلام کرد که الگویی پدیدار شده است که در آن مردان و پسران توسط ارتش اسرائیل بازداشت می‌شوند و دیگر خبری از آنها نیست. در ۱۶ دسامبر، کمیساریای عالی حقوق بشر سازمان ملل متحد اعلام کرد که «گزارش‌های نگران‌کننده متعددی از بازداشت‌های دسته‌جمعی، بدرفتاری و ناپدید شدن اجباری احتمالاً هزاران فلسطینی، از جمله کودکان» از شمال غزه دریافت کرده است. تا ۱۶ ژانویه ۲۰۲۴، انجمن زندانیان فلسطینی گزارش داد که در مجموع ۸۸۰۰ فلسطینی در زندان‌های اسرائیل هستند.

### کارگران فلسطینی از غزه
در ۲۳ اکتبر، ایندیپندنت گزارش داد که «فلسطینی‌هایی که اجازه کار در اسرائیل را داشتند، قبل از اینکه به اردوگاه‌های نظامی منتقل شوند، پس از شروع درگیری‌ها، دستگیر شدند». به گفته دکتر نصری ابوجیش، وزیر کار تشکیلات خودگردان فلسطین، ۴۵۰۰ کارگر ناشناس بودند، اما گمان می‌رود که تا آن تاریخ توسط نیروهای اسرائیلی بازداشت شده‌اند. سازمان بین‌المللی کار تعداد کارگران گمشده را بین ۴۰۰۰ تا ۵۰۰۰ تخمین زده است. مقامات اسرائیل تاکنون از انتشار اسامی افرادی که در بازداشت هستند خودداری کرده‌اند.
عفو بین‌الملل تأیید کرد که هزاران کارگر غزه حداقل به مدت سه هفته در دو بازداشتگاه نظامی در اسرائیل بازداشت شده‌اند. در حالی که چندین هزار نفر آزاد شدند، عفو بین‌الملل اعلام کرد که «هیچ شفافیتی از سوی مقامات اسرائیلی» در مورد تعداد ساکنان غزه که هنوز در بازداشت هستند وجود ندارد. تا ماه مه ۲۰۲۴، ۱۰۰۰ کارگر همچنان مفقود شده بودند.
فلسطینی‌های در غزه
تایم در ۲۰ نوامبر ۲۰۲۳ گزارش داد که تعداد کل غزه‌هایی که در هفته‌های اخیر توسط نیروهای اسرائیلی بازداشت شده‌اند نامشخص است. هاآرتص در ۳ ژانویه ۲۰۲۴ گزارش داد که ۶۶۱ فلسطینی غزه در زندان‌های اسرائیل بازداشت شده‌اند که نشان دهنده افزایش ۱۵۰ درصدی نسبت به ماه قبل است. این تعداد شامل اهالی غزه نمی‌شود که در تأسیسات نظامی بازداشت شده‌اند.
در ۱۹ نوامبر، ۲۰۰ مرد فلسطینی از غزه توسط نیروهای دفاعی اسرائیل هنگام تلاش برای تخلیه با خانواده خود در جهت جنوب در نوار غزه بازداشت شدند. ارتش اسرائیل این افراد را در یک ایست بازرسی در حالی که می‌خواستند از شمال غزه به سمت جنوب بروند، بازداشت کردند.
به گفته رئیس انجمن اسرای فلسطینی، از زمان آغاز جنگ تاکنون ۱۵۳ زن در غزه دستگیر شده‌اند که شامل زنان باردار و زنانی که همراه نوزادانشان بازداشت شده‌اند است. وزارت امور بازداشت شدگان اعلام کرد که زنان غزه مورد شکنجه و آزار قرار گرفته‌اند. در ۲۵ دسامبر، تصاویری منتشر شد که صدها مرد و پسر بازداشت شده را نشان می‌داد که با لباس‌های زیر در یک استادیوم نگهداری می‌کردند.
در ۱ فوریه ۲۰۲۴، هاآرتص گزارش داد که اسرائیل یک مادربزرگ ۸۲ ساله مبتلا به آلزایمر را به مدت دو ماه به عنوان «جنگجوی غیرقانونی» بازداشت کرده و تنها پس از درخواست تجدید نظر او را آزاد کرده است. در ۶ فوریه، ده‌ها تن از جمله کودکان در شهر غزه دستگیر شدند. در ۹ فوریه، شورای روابط آمریکایی-اسلامی خواستار آزادی دو برادر شهروند آمریکایی بازداشت شده در غزه شد و جان کربی، سخنگوی شورای امنیت ملی، اعلام کرد که ایالات متحده با اسرائیل صحبت خواهد کرد.

### کارکنان بهداشت و درمان
در ۳۰ نوامبر ۲۰۲۳، جمعیت هلال احمر فلسطین اعلام کرد که محل اختفای رئیس مرکز فوریت‌های پزشکی خان یونس پس از دستگیری توسط مقامات اسرائیلی به مدت ۹ روز نامعلوم بوده است. در ۳ دسامبر، وزارت بهداشت غزه اعلام کرد که ۳۴ پزشک در غزه توسط اسرائیل بازداشت شده‌اند. در ۱۲ دسامبر ۲۰۲۳، سازمان جهانی بهداشت در مورد بازداشت گسترده کارکنان پزشکی گزارش داد. عدنان البرش، رئیس ارتوپدی در الشفا با دو پرستار دستگیر شد. در ۱۳ دسامبر، سازمان بریتانیایی کمک‌های پزشکی برای فلسطینی‌ها اعلام کرد که ۷۰ پزشک در بیمارستان کمال عدوان توسط ارتش اسرائیل بازداشت شده‌اند. در ۱۹ دسامبر، وزارت بهداشت غزه اعلام کرد که اسرائیل ۹۳ کارمند بهداشت و درمان را «در شرایط غیرانسانی، تحت بازجویی [و] زیر شکنجه، گرسنگی و سرمای شدید نگه می‌دارد». در ۲۸ ژانویه ۲۰۲۴، رئیس بخش جراحی ارتوپدی بیمارستان ناصر بازداشت شد.همچنین وزارت بهداشت غزه اعلام کرد ارتش رژیم صهیونیستی، «محمد ابوسلمیه» مدیر بیمارستان الشفاء، بزرگ‌ترین مجتمع پزشکی در نوار غزه را به اتهام تبدیل بیمارستان به مرکز فرماندهی و کنترل حماس، بازداشت کرد. ارتش اسرائیل که به بیمارستان حمله کرد، مدعی شد که جنگجویان حماس از یک مجموعه تونل در زیر تأسیسات در شهر غزه برای انجام حملات استفاده کردند. مقامات حماس و بیمارستان بارها این ادعاها را رد کرده‌اند.حداقل ۳۶۴ حمله به خدمات بهداشتی و درمانی در اراضی اشغالی فلسطین از ۷ اکتبر ۲۰۲۳ به ثبت رسیده است.سازمان‌های امدادی و حقوق بشری بزرگ تخمین زده‌اند که بیش از ۳۰۰ کارمند بهداشت و همچنین حداقل ۱۶۷ امدادگر در غزه کشته شده‌اند.

### روزنامه نگاران و کارمندان رسانه ای
از زمان آغاز جنگ اسرائیل و غزه، تعداد بی‌سابقه‌ای از روزنامه‌نگاران و کارمندان رسانه‌ای - اغلب بدون اتهام - دستگیر شده‌اند. تا ۷ ژانویه ۲۰۲۵، CPJ مجموعاً ۷۵ مورد دستگیری روزنامه نگاران را در اراضی فلسطینی کرانه باختری و غزه و در شهر اورشلیم، که هم اسرائیل و هم فلسطینی‌ها آن را پایتخت می‌دانند، از زمان آغاز جنگ مستند کرده است. ۷ اکتبر ۲۰۲۳. اسرائیل ۷۲ نفر را دستگیر کرد. مقامات فلسطینی سه نفر را دستگیر کردند. ۳۰ نفر از این روزنامه نگاران، از جمله سه نفری که در بازداشت مقامات فلسطینی هستند، از آن زمان آزاد شده‌اند، در حالی که ۴۵ نفر همچنان در بازداشت هستند. حداقل ۱۰ روزنامه‌نگار دستگیر شده توسط اسرائیل در بازداشت اداری به سر می‌برند. جاناتان داگر، رئیس گروه حمایت از میز خاورمیانه گزارشگران بدون مرز، در این باره گفت: «این یک راه بسیار قدرتمند برای ساکت کردن خبرنگاران و اطمینان از اینکه آنها و دیگر همکارانشان صحبت نمی‌کنند است.» همچنین به گزارش ثوابت، از ۷ اکتبر ۲۰۲۳ تاکنون حداقل ۱۷۲ روزنامه‌نگار در حملات اسرائیل به غزه کشته شده‌اند. ارتش اسرائیل علی‌رغم هشدارهای گروه‌های مطبوعاتی بین‌المللی، به‌طور سیستماتیک روزنامه نگاران فلسطینی در غزه را در جریان حملات خود به غزه هدف قرار داده است.فدراسیون بین‌المللی روزنامه‌نگاران (IFJ) از رکورد تعداد روزنامه‌نگارانی که به‌طور خودسرانه به عنوان بخشی از کارزار گسترده‌تر اسرائیل برای ارعاب و بازدارندگی آنها از گزارش در مورد اشغال نظامی دستگیر شده‌اند، نگران است. IFJ از اسرائیل می‌خواهد که آزار و اذیت روزنامه نگاران فلسطینی را متوقف کند و همه آنها را فورا و بدون قید و شرط آزاد کند. IFJ ماه‌هاست که شواهدی در دست دارد که نشان می‌دهد ارتش اسرائیل عمداً خبرنگاران را هدف قرار داده است و برخی از این پرونده‌ها در حال حاضر موضوع شکایت در دادگاه کیفری بین‌المللی (ICC) است. در ۲۰ می ۲۰۲۴، کریم خان، دادستان دیوان کیفری بین‌المللی کیفری، خواستار صدور حکم بازداشت برای رهبران اسرائیل - از جمله نخست‌وزیر بنیامین نتانیاهو و وزیر دفاع او، یوآو گالانت - به اتهام جنایت علیه بشریت و جنایات جنگی شد.

### فلسطینی‌ها در کرانه باختری و بیت‌المقدس شرقی
دفتر حقوق بشر سازمان ملل متحد در بیانیه ای اعلام کرد که اسرائیل از زمان آغاز جنگ غزه در اوایل اکتبر بیش از ۳۰۰۰ فلسطینی را در کرانه باختری اشغالی از جمله قدس شرقی بازداشت کرده است و تعداد بی‌سابقه ای بدون اتهام یا محاکمه در بازداشت به سر می‌برند.
کمیته بین‌المللی صلیب سرخ «نگرانی شدید» را در مورد «افزایش شدید [تعداد] دستگیری‌ها» در کرانه باختری اشغالی از ۷ اکتبر ابراز کرد عفو بین‌الملل همچنین از افزایش دستگیری‌های خودسرانه فلسطینی‌ها از ۷ اکتبر تا کنون انتقاد کرده است به‌طور مشابه، وال استریت ژورنال گزارش داد که میزان دستگیری‌ها در کرانه باختری اشغالی از آن تاریخ «بیش از دو برابر» شده است.
در ۱۷ اکتبر، الجزیره گزارش داد که از زمان آغاز جنگ، نزدیک به ۷۰۰ نفر در کرانه باختری و بیت‌المقدس شرقی دستگیر شده‌اند. بر اساس برآوردهای انجمن اسرای فلسطینی، تا ۲۸ اکتبر، این تعداد به ۱۵۵۰ نفر افزایش یافت. گلوب اند میل گزارش داد که اسرائیل تا ۳۱ اکتبر به تشکیلات خودگردان فلسطینی دربارهٔ وجود ۱۷۰۰ اسیر، اما نه محل نگهداری آنها، توصیه کرده است. در ۶ نوامبر، الجزیره گزارش داد که از زمان آغاز جنگ، ۱۷۴۰ نفر در حملات شبانه دستگیر شده‌اند. به گزارش جامعه اسرای فلسطینی، بی‌بی‌سی تعداد کل دستگیرشدگان را ۲۱۵۰ نفر اعلام کرد. آسوشیتدپرس در ۸ نوامبر به نقل از انجمن اسرای فلسطینی، این تعداد را ۲۲۸۰ نفر اعلام کرد. در ۱۰ نوامبر، نیشن گزارش داد که این تعداد "حداقل ۲۲۰۰" است.
در آگوست ۲۰۲۴، خانواده‌های فلسطینی در کرانه باختری گزارش دادند که صدها نفر ناپدید شده‌اند و ارتش اسرائیل گزارش‌های متناقضی از وضعیت و محل نگهداری آنها ارائه کرد.

### عرب-اسرائیلی
سی ان ان گزارش داد که ده‌ها تن از ساکنان و شهروندان فلسطینی به دلیل «اظهار همبستگی» با مردم غیرنظامی غزه، به اشتراک گذاشتن آیات قرآن یا ابراز «هر گونه حمایت از مردم فلسطین» دستگیر شدند. هاآرتص هدف قرار دادن گسترده اسرائیلی‌های عرب توسط نیروهای امنیتی اسرائیل را توصیف کرد. گروه‌های حقوق بشر از آنچه که آنها سرکوب مخالفان داخلی توسط اسرائیل توصیف می‌کنند، انتقاد کرده‌اند. پلیس اسرائیل اعلام کرد که از آغاز جنگ، تا ۲۵ اکتبر، ۱۱۰ نفر را به اتهام ترویج خشونت و تروریسم، عمدتاً از طریق رسانه‌های اجتماعی، بازداشت کرده است. از این میان، سی ان ان گزارش داد که «تنها ۱۷ مورد منجر به کیفرخواست شد. اکثر افراد بدون اتهامات بیشتر، معمولاً پس از چند روز آزاد شدند.» ابیر بیکر، وکیل حقوق بشر که به نمایندگی از برخی از دستگیرشدگان، اظهار داشت که تعداد کم اتهامات نشان می‌دهد که بسیاری از دستگیری‌ها برای اظهارات قانونی بوده است. الجزیره با استناد به «ائتلاف اضطراری» از وکلای اسرائیلی، تعداد بازداشت شدگان را در ۷ نوامبر ۱۷۲ نفر اعلام کرد.

## وضعیت بازداشت شدگان
گاردین و الجزیره در ۳ نوامبر گزارش دادند که ۳۲۰۰ کارگر غزه، به غزه بازگردانده شده‌اند. سرنوشت سایر ساکنان غزه که در اسرائیل کار می‌کنند ناشناخته باقی مانده است، زیرا مقامات اسرائیلی از پاسخ به سؤالات مطرح شده توسط سازمان‌های غیردولتی خودداری کرده‌اند. ال پایس گزارش می‌دهد که ۱۰۰۰ کارگر دستگیر شده غزه تا ۲۷ نوامبر مفقود شده‌اند چندین سازمان حقوق بشر هشدار دادند که حقوق زندانیان و شرایط بازداشت در زندان‌های اسرائیل پس از حمله ۷ اکتبر توسط حماس به شدت بدتر شده است. قوانین سریع‌تر زندانیان فلسطینی را در وضعیت «وضعیت اضطراری» قرار می‌داد که حقوق آنها را بیشتر محدود می‌کرد.

### اتهامات شکنجه و بدرفتاری

#### ادعاهای سازمان‌های غیردولتی و بین‌المللی
در ۸ نوامبر، عفو بین‌الملل در مورد موارد شکنجه و رفتار تحقیرآمیز توسط مقامات اسرائیلی گزارش داد که آنها را «وحشتناک»، «ترسناک» و «نمایش عمومی وحشتناک شکنجه و تحقیر زندانیان فلسطینی» توصیف کرد. در رابطه با افزایش اخیر بازداشت‌ها، دبیرکل عفو بین‌الملل، اگنس کالامار، خاطرنشان کرد که «توقیف خودسرانه و شکنجه و سایر بدرفتاری‌ها زمانی که علیه افراد تحت حفاظت در سرزمین‌های اشغالی ارتکاب می‌یابد، جنایات جنگی هستند.»
در سوم دسامبر، دفتر حقوق بشر سازمان ملل متحد در اراضی اشغالی فلسطین خواستار تحقیق دربارهٔ اتهامات شکنجه شد. این دفتر در بیانیه‌ای اعلام کرد: «افزایش گسترده تعداد فلسطینی‌های دستگیر و بازداشت شده، تعداد گزارش‌های بدرفتاری و تحقیر توسط افراد بازداشت‌شده، و گزارش‌شده عدم پایبندی به مراحل اولیه قانونی، سؤالات جدی را در مورد تبعیت اسرائیل از قوانین بین‌المللی بشردوستانه و قوانین بین‌المللی حقوق بشر به همراه داشته است. در مارس ۲۰۲۴، گزارش آنروا موارد «بی شماری» از شکنجه را که در زندان‌های اسرائیل ثبت شده، از جمله ضرب و شتم و تجاوز جنسی، گزارش کرد.
کمیته عمومی علیه شکنجه در اسرائیل (PCATI) اعلام کرد که «شواهد زیادی دال بر موارد خشونت و رفتار ظالمانه و تحقیرآمیز توسط نگهبانان زندان» وجود دارد و خواستار تحقیق در مورد مرگ زندانیان در زندان‌های اسرائیل شد. در ۳ ژانویه ۲۰۲۴، دیده‌بان حقوق بشر گزارش داد که کارگران فلسطینی غزه که از ۷ اکتبر در اسراییل بازداشت شده‌اند، برهنه عکس گرفته شده‌اند، مورد حمله سگ‌ها قرار گرفته‌اند، و با صورت به پایین در شن کشیده شده‌اند.
در گزارشی که توسط B'tselem، یک سازمان حقوق بشر اسرائیلی در ماه اوت منتشر شد، تحت عنوان به جهنم خوش آمدید: سیستم زندان‌های اسرائیل به عنوان شبکه ای از کمپ‌های شکنجه را آشکار کرد. طبق گزارش‌های یک پزشک افشاگر که در پایگاه کار می‌کرد، وی شرایط آزاردهنده واحد پزشکی مرکز را تشریح کرد: نگهبانان زندانیان را مجبور می‌کردند که برهنه در پوشک، چشم‌بند و دستبند به تخت دراز بکشند و فقط از طریق نی به آنها غذا می‌دادند، در حالی که پزشکان بدون بیهوشی عمل‌های جراحی را انجام می‌دادند.
ارتش اسرائیل در پاسخ به پرسش‌هایی دربارهٔ بدرفتاری‌ها، می‌گوید که با بازداشت‌شدگان «بر اساس پروتکل رفتار شد» و به اندازه کافی غذا و آب به آنها داده شد. این در حالی است که اسناد، شواهد و گزارش‌ها خلاف این گفته را اثبات می‌کنند.

### مرگ در بازداشت
گلوب اند میل از کشته شدن دو زندانی فلسطینی به نام‌های عرفات حمدان و عمر درغمه خبر داد. در مورد حمدان، نقاش خانه ۲۵ ساله مبتلا به دیابت و بیماری قلبی، گزارش شده است که سربازان اسرائیلی وارد خانه او شده، او را بازداشت کرده و با خود بردند. بنا بر گزارش‌ها، حمدان ۴۸ ساعت بعد در حالی که داروهای لازم را دریافت نکرده بود، درگذشت.
در ۱۹ دسامبر، هاآرتص گزارش داد که صدها فلسطینی دستگیر شده از غزه در پایگاه اردوگاه بازداشت تیمان در نزدیکی بئرشبع در جنوب اسرائیل نگهداری می‌شوند و تعدادی کشته شده‌اند. کودکان و افراد مسن در میان بازداشت شدگان هستند. هاآرتص گزارش داد که بازداشت شدگان بیشتر روز با چشم‌بند و دستبند بسته بودند. یک سخنگوی ارتش اسرائیل در گفتگو با خبرگزاری فرانسه، بدون توضیح بیشتر، بازداشت شدگان متوفی را «تروریست» توصیف کرد و گفت که مرگ آنها «در دست بررسی است.» ارتش اسرائیل هیچ اطلاعاتی در مورد تعداد یا شرایط کشته شدگان ارائه نکرد. در ۲ ژانویه، ارتش اسرائیل مرگ عبدالرحمن البحش ۲۳ ساله را گزارش کرد که از ماه مه ۲۰۲۳ در زندان بود

## تحلیل و بررسی
فرانچسکا آلبانزه، گزارشگر ویژه سازمان ملل در امورسرزمین‌های اشغال شده فلسطین، در گزارشی به مجمع عمومی سازمان ملل متحد در ۲۴ اکتبر اشاره کرد که عدم اطلاع والدین از محل نگهداری فرزندانشان پس از دستگیری، نقض پیمان نامه حقوق کودک است. و می‌تواند ناپدید شدن قهری در نظر گرفته شود. آلبانزه همچنین خاطرنشان کرد که انتقال جمعیت غیرنظامی از سرزمین‌های اشغالی (یعنی از کرانه باختری به زندان‌های اسرائیل) جنایت جنگی است.
مقامات و رسانه‌های اسرائیلی بازداشت‌های دسته جمعی را به عنوان اقدامی ضد تروریستی یا پاسخی به خشونت توجیه کرده‌اند. تایمز آو ایزرائل خبرنگارانی را برای پیوستن به گردان‌های ذخیره ارتش اسرائیل در جریان حملات شبانه در کرانه باختری فرستاده و دستگیری‌ها را به‌عنوان سرکوب یک جبهه احتمالی در جنگ جاری توصیف کرده است. ارتش اسرائیل اعلام کرد که تا ۲۹ نوامبر ۲۰۰۰ فلسطینی در کرانه باختری را دستگیر کرده است، از جمله ۱۱۰۰ فلسطینی که ادعا می‌کند «وابسته» به حماس هستند.
رویترز خاطرنشان می‌کند که زندان‌ها تحت نظارت وزیر امنیت ملی راست افراطی اسرائیل، ایتامار بن گویر است، «که از دیرباز از سرکوب زندانیان فلسطینی حمایت کرده است» و حمایت خود را از لایحه ای که برای ستیزه‌جویان اعدام در نظر می‌گیرد، ابراز کرده است.
تعدادی از سازمان‌های حقوق بشری که در بالا ذکر شد لغو مجوز کار و بازداشت کارگران فلسطینی را نوعی انتقام از سوی اسرائیل برای حمله ۷ اکتبر حماس و ربایش شهروندان اسرائیلی توسط گروه‌های مسلح فلسطینی توصیف می‌کنند. الجزیره به نظرات مطروحه در رسانه‌های اجتماعی اشاره کرد که آزار گزارش شده را با رسوایی شکنجه و زندانی آزاری ابوغریب مقایسه می‌کند.

## واکنش‌ها
واسیلی نبنزیا، نماینده دائم روسیه در سازمان ملل متحد، با اشاره به دستگیری‌های خودسرانه توسط اسرائیل، گفت که وضعیت در کرانه باختری مستحق بررسی دقیق شورای امنیت است.
ولکر ترک، کمیسر عالی حقوق بشر سازمان ملل متحد به «خشونت روزانه نیروهای اسرائیلی و شهرک نشینان، بدرفتاری، دستگیری، اخراج، ارعاب و تحقیر» در کرانه باختری اشاره کرد و از مقامات اسرائیلی خواست به حقوق فلسطینیان احترام بگذارند. در ۱ دسامبر، دفتر حقوق بشر سازمان ملل متحد در مورد افزایش چشمگیر دستگیری‌ها ابراز نگرانی جدی کرد.
ملانی جولی، وزیر امور خارجه کانادا در پاسخ به سؤالی که در نشست وزیران امور خارجه ناتو در ۲۹ نوامبر مطرح شد، گفت که «دستگیری‌ها باید بر اساس حاکمیت قانون و قوانین بین‌المللی انجام شود». پزشکان بدون مرز اعلام کردند که در مورد یکی از کارکنان بازداشت شده توسط اسرائیلی‌ها در خان یونس «عمیقاً نگران» هستند و از ارتش اسرائیل می‌خواهند که «حیثیت و سلامت او را تضمین کند». در آوریل ۲۰۲۴، جاستین ولبی اسقف اعظم کانتربری از دستگیری یک زن مسیحی فلسطینی توسط اسرائیل انتقاد کرد.